# Opérations Dignité
Les Opérations Dignités désignent un mouvement de protestation sociale survenu au début des années 1970 dans les secteurs ruraux des régions administratives du Bas-Saint-Laurent et de la Gaspésie au Québec. Ce mouvement de protestation est une réaction à la volonté du Gouvernement du Québec de fermer quatre-vingt-seize petites municipalités de ces deux régions et de relocaliser près de 65 000 personnes dans les villes situées à proximité.

## Histoire
Le gouvernement du Québec crée le Bureau d'aménagement de l'Est du Québec (BAEQ) afin d'examiner et de trouver des solutions aux problèmes d'aménagement du territoire et de développement économique dans la région du Bas-Saint-Laurent. Quelques années plus tard, en 1969, le gouvernement met en place l’Office de développement de l’Est du Québec (ODEQ) afin de voir à l'implantation et à la bonne marche des solutions mises de l'avant par le BAEQ. Devant la stagnation et le déclin des secteurs de l'agriculture et de l'exploitation forestière, le gouvernement québécois décide unilatéralement de fermer près d'une centaine de petites localités et de regrouper les personnes déplacées dans les villes les plus proches.
Un mouvement de protestation populaire s'amorce en 1970 dans les municipalités visées par les fermetures. Une première manifestation a lieu en septembre 1970 dans l'église de Sainte-Paule-de-Matane et réunit 3 000 personnes. En août 1971 ce sont 2 000 personnes qui se réunissent dans l'église d'Esprit-Saint. Malgré les protestations, une dizaine de villages sont rayés de la carte, mais le mouvement populaire réussit à « faire reculer l'État centralisateur ». Le mouvement a aussi permis de susciter une prise de conscience envers le développement des régions, la protection de la ruralité et le respect de l'autonomie locale.

## Centre d'interprétation muséal
Le 6 juillet 2009, un centre d'interprétation racontant l'histoire des Opérations dignité ouvre ses portes au public dans la municipalité d'Esprit-Saint. Les visiteurs peuvent alors y voir un spectacle multimédia et des témoignages de citoyens impliqués dans ce mouvement social ainsi qu'une exposition sur l'expérience du JAL, une coopérative d'aménagement du territoire active dans les localités de Saint-Juste-du-Lac, Auclair et Lejeune.